# Ottmar Schmidt
Ottmar August Albert Schmidt (* 8. Mai 1835 in Heimbach; † 28. November 1903 in Stuttgart) war ein deutscher Apotheker und Professor.

## Leben
Schmidt besuchte die Lateinschule in Schwäbisch Hall. Ab 1850 erlernte er in Geislingen die Pharmazie. Anschließend arbeitete er als Gehilfe in Langenthal, Stuttgart und Wiesbaden. Ab 1857 studierte er an der polytechnischen Schule in Stuttgart Pharmazie, wo er 1858 das Staatsexamen ablegte. Danach wurde er Assistent von Hermann Fehling.  
1861 zog er nach Göttingen. Dort wurde er zum Dr. phil. promoviert. Anschließend kaufte er in Forchheim eine Apotheke, die er bis 1872 leitete.
Danach wurde er 1872 zum Professor der Physik, Chemie und Pharmazie an der Tierarzneischule in Stuttgart ernannt. In dieser Position wirkte er bis zum Jahr 1902. Hierbei war er Apotheker-Visitator, Examinator für Pharmazie und Nahrungsmittelchemie und pharmazeutischer Referent und Berater der Regierung.
Schmidt beschäftigte sich mit der Untersuchung von Pflanzeninhaltsstoffen, insbesondere Salicin, Santonin, Helicin und Phloretin. Seine Arbeiten erschienen vor allem im Jahrbuch für die praktische Pharmazie und in den Annalen der Chemie.
Schmidt war auch an der pharmazeutischen Gesetzgebung beteiligt und wurde mit zahlreichen Orden ausgezeichnet.